# Comeback Kid (chanson)
Singles de Kasabian
You're in Love with a Psycho
(2017) Bless This Acid House
(2017)
Pistes de For Crying Out Loud
Wasted
(5) The Party Never Ends
(7)
Comeback Kid est le deuxième single du cinquième album studio, For Crying Out Loud, du groupe britannique de rock alternatif Kasabian publié le 5 mai 2017.

## Liste des chansons
Toute la musique est composée par Sergio Pizzorno.
| No | Titre        | Durée |
| -- | ------------ | ----- |
| 1. | Comeback Kid | 4:19  |
| 2. | Good Fight   | 3:50  |